# Februari 1938
| Deze maand                                                                                             |
| --- |
| - Dictatuur in Griekenland - Nationaalsocialisten in regering Oostenrijk - Nieuwe grondwet in Roemenië |

De volgende gebeurtenissen speelden zich af in februari 1938. 
- 2 - In Egypte worden het parlement ontbonden en nieuwe verkiezingen uitgeschreven.
- 3[1] - De regering-Metaxas in Griekenland stelt de absolute dictatuur in.
- 4 - De Belgische minister van Economische Zaken Philip Van Isacker stapt uit de regering vanwege het aannemen van een positie elders.
- 5 - Het Verenigd Koninkrijk en de Verenigde Staten eisen van Japan garanties dat het land geen plannen heeft slagschepen te bouwen die de maximumgrootte, vastgesteld in de Londense vlootconferentie, te boven gaan. Komen deze garanties niet, dan zullen zij ook zelf grotere slagschepen bouwen om de bestaande pariteit met Japan te bewaren.
- 6[1] - In Oostenrijk wordt een zevental nationaalsocialisten, waaronder Leopold Tavs, gearresteerd nadat een complot is ontdekt om de verboden Oostenrijkse tak van de NSDAP her op te richten en terreurdaden voor te bereiden.
- 6[1] - In Bulgarije treedt een aantal ministers af na een interne kabinetscrisis.
- 7 - Walther Funk treedt aan als Duits minister van Economische Zaken.
- 7 - De Junkers Ju 90 "Grosse Dessauer", een nieuw groot Duits passagiersvliegtuig, stort neer bij een testvlucht nabij Dessau.
- 8[1] - Adolf Hitler reorganiseert de Duitse krijgsmacht. Hij neemt zelf het oppercommando van de Wehrmacht in handen, gesteund door generaal Wilhelm Keitel. Generaal-veldmaarschalk Werner von Blomberg treedt af, en 14 generaals worden op wachtgeld geplaatst.
- 9[1] - In Italië mogen op de radio geen werken van Joodse componisten meer worden uitgezonden.
- 10 - Koning Carol II van Roemenië dwingt de regering-Goga tot aftreden, voornamelijk wegens financieel wanbeleid.
- 10 - President Roosevelt verzoekt het Congres om het budget voor de steun aan werklozen met 250 miljoen dollar te verhogen.
- 11[1] - In Duitsland mogen Joden en halfjoden hun naam niet meer veranderen.
- 11[1] - In Bulgarije zullen in maart nieuwe verkiezingen worden gehouden.
- 11 - In Roemenië wordt een nieuwe regering gevormd onder patriarch Miron Cristea. De nieuwe regering trekt alle benoemingen door de regering-Goga in.
- 11 - In de Franse Code Civil worden wijzigingen doorgevoerd die de rechten en gelijkberechtiging van de gehuwde vrouw ten opzichte van haar echtgenoot versterken.
- 12 - De Oostenrijkse bondskanselier Kurt Schuschnigg heeft een uitgebreide ontmoeting met Adolf Hitler in Obersalzberg.
- 14[1] - In Letland dienen alle verenigingen zich opnieuw te registreren, en de pers wordt aan banden gelegd. De staat van beleg die sinds 1934 geldt, wordt niet verlengd.
- 15 - Pierre De Smet wordt benoemd tot minister van Economische Zaken in België, als vervanger van Philip Van Isacker.
- 15 - In Oostenrijk wordt na het overleg van Kurt Schuschnigg met Adolf Hitler de regering aangepast. Onder meer de pro-nationaalsocialistische Arthur Seyss-Inquart en Edmund Glaise-Horstenau zullen in de regering plaatsnemen.
- 17 - De nieuwe Oostenrijkse minister van Binnenlandse Zaken Arthur Seyss-Inquart spreekt in Berlijn met Adolf Hitler en Heinrich Himmler.
- 18[1] - In Argentinië wordt een nieuwe regering gevormd onder Roberto María Ortiz.
- 20 - Adolf Hitler houdt een grote rede in de Kroll Opera in Berlijn. Hij verklaart dat Duitsland onder geen beding zal terugkeren in de Volkenbond en dat het land de regering van Mantsjoekwo erkent en herhaalt de wens tot teruggave van de voormalige Duitse kolonieën. Hij richt waarschuwende woorden aan Tsjecho-Slowakije en Oostenrijk.
- 20 - Na onenigheid met de meerderheid van de overige ministers over de door hem niet gewenste toenadering tot Italië verlaat de Britse minister van Buitenlandse Zaken Anthony Eden het kabinet. Lord Halifax vervangt hem ad interim.
- 22 - In Nederland wordt een aantal wijzigingen in de grondwet gepubliceerd.
- 22 - Naar aanleiding van het aftreden van Anthony Eden wordt in het Lagerhuis de internationale politiek besproken. Een motie van wantrouwen tegen premier Neville Chamberlain wordt verworpen.
- 22 - In Oostenrijk worden politieke betogingen voor een periode van vier weken verboden.
- 24 - In een rede verklaart Kurt Schuschnigg meermalen en expliciet dat Oostenrijk, hoewel verbonden met Duitsland, onafhankelijk is. De rede wordt internationaal geprezen.
- 24 - De Nationalisten in Spanje heroveren Teruel.
- 24 - In Roemenië wordt bij een volksstemming de nieuwe grondwet met grote meerderheid goedgekeurd. Politieke partijen worden afgeschaft, de invloed van de koning wordt vergroot en het aantal volksvertegenwoordigers wordt verlaagd.
- 27 - In Graz en Linz worden pogingen tot nationaalsocialistische betogingen van hogerhand onderdrukt.

en verder:
- In Oporto wordt een synagoge ingewijd. Het is voor het eerst in 440 jaar dat de stad een synagoge heeft.
- Bij verkiezingen in Noord-Ierland boeken de Unionisten, die geen aansluiting bij de republiek Ierland wensen, een duidelijke overwinning.
- Leningrad wordt een vlootbasis. Om die reden dienen alle buitenlanders de stad te verlaten.
- In Litouwen vindt ter gelegenheid van de twintigste verjaardag van de onafhankelijkheid een grote amnestie plaats.

<< · januari · februari · maart · april · mei · juni · juli · augustus · september · oktober · november · december · >>